# АБЦД синдром
АБЦД синдром је акроним за албинизам, црни прамен косе, поремећај миграције ћелија неуроцита црева и сензорнонеуралну глувоћу. Утврђено је да је узрокован мутацијом гена за ендотелин Б рецептор (ЕДНРБ).
У почетку су медицински званичници дефинисали АБЦД синдром према четири кључне карактеристике синдрома. У првој студији случаја курдске девојке, истраживачи су је описали као „албинизам и црни прамен на десној темпоро-окципиталној регији, дуге Блашко линије, њене трепавице и обрве су биле беле, шаренице у очима су изгледале као плаве, имала је мрље депигментације мрежњаче и није реаговала на буку." Албинизам је интересантан у овој дијагнози јер је кожа оболеле особе албино бледа поред смеђих мрља на погрешно пигментисаној кожи. „Црни праменови“ описани и виђени на клиничким сликама новорођенчади су густе мрље црне длаке изнад ушију које формирају полукруг који допиру до другог уха и формирају облик гребена.
Као што је идентификовано у овој првој студији случаја и наведено у речнику дерматолошких синдрома, АБЦД синдром има многе значајне карактеристике, укључујући „снежно белу косу у мрљама, различите црне праменове косе, белу кожу осим смеђих макула, глувоћу, шаренице сиве до плаве, нистагмус, фотофобија, лоша визуелна активност, нормални меланоцити у пигментираној коси и кожи и одсутни меланоцити у подручјима леукодерме ." Појединци имају плаво/сиве шаренице типичне за особе погођене слепилом. Ц АБЦД синдром је оно што разликује овај генетски поремећај од БАДС-а и укључује поремећај миграције ћелија неуроцита црева. Ова карактеристика се јавља када нервне ћелије не функционишу правилно у цревима, што доводи до аганглионозе тј. Неуспех црева да помера храну дуж дигестивног тракта. Глувоћа или нереаговање на буку због веома лошег квалитета слуха пријављено је у сваком случају АБЦД синдрома. Карактеристике АБЦД синдрома су јасно очигледне код нанесене особе.
Више се не сматра засебним синдромом, АБЦД синдром се данас сматра варијацијом Шах-Варденбург типа ИВ. Варденбургов синдром (ВС) је описан као „комбинација сензорнонеуралног губитка слуха, хипопигментације коже и косе и пигментних поремећаја шареница“. Губитак слуха и глувоћа, погрешна пигментација коже и албинизам, и пигментне промене на шареници су сличности између ВС и АБЦД. Према речнику дерматолошких синдрома, Варденбургов синдром има много значајних карактеристика, укључујући „депигментацију косе и коже – бело чело и прерано седење косе, конфлуентне густе обрве, хетерохромне шаренице или хипопигментацију ириса, бочно померену унутрашњу канту, урођену сензорнонеуралну дефективност, широки корен носа, аутозомно доминантни поремећај и други повезани налази, укључујући црне предње браве."

## Историја
Холандски офталмолог Петрус Јоханес Варденбург (1886–1979) изнео је идеју о Варденбурговом синдрому када је прегледао два глува близанца. Варденбург је одлучио да дефинише синдром са шест главних симптома које су пацијенти најчешће имали.
- Он је дефинисао „бочно померање медијалног кантуса у комбинацији са дистопијом сузног пунктума и блефарофимозом” мислећи на људе са ширим и равнијим носним мостовима, што заузврат доводи до набора на кожи који покривају унутрашње углове ока.[6]
- Друго, људи који су рођени са „истакнутим широким назалним кореном“, имају проширену област између очију, због чега имају равније и шире лице, заједно са очима које су удаљеније од нормалног.[7]
- Треће, присутна је „хипертрихоза медијалног дела обрва“, што значи прекомерни раст длачица у пределу обрва код пацијената, што највероватније доводи до спојене обрве.[8]
- Четврти симптом, "бели чеп", обично се сматрао депигментисаним праменовима косе
- „Heterochromia iridis“ означава да пацијент има две различите боје ока или две боје у истим очима.[9]
- „Глуво-мутизам“: Људи са овим поремећајем су и глуви и неми.[10]

Када су научници даље истраживали синдром, схватили су да пацијенти испољавају шири спектар симптома ове болести у различитим комбинацијама. Ово им је помогло да разликују облике Варденбурговог синдрома. Њихова евалуација се састојала од специфицирања Варденбурговог синдрома типа I (ВС1), типа II (ВС2), типа III (ВС3) и типа IV (ВС4).
Године 1995. спроведена је студија случаја једне курдске породице. Научници су завршили молекуларну анализу са ДНК ланцима пацијената којима је дијагностикован АБЦД синдром. Њихов задатак је био да скенирају секвенце како би пронашли мутацију у гену ЕДНРБ, једном од најважнијих гена за кодирање протеина. Када су завршили скенирање, „пронашли су хомозиготну транзицију Ц у Т која је резултирала, на нивоу аминокиселина, прераним стоп кодоном“. Затим су се вратили и дефинисали да се Шах-Варденбургов синдром углавном састоји од "мутација у ЕНДРБ или ЕНД3 гену", заједно са "[неким] СОКС10 мутацијама". Стога су истраживачи потврдили да је АБЦД синдром облик Шах-Варденбурговог синдрома. Генетски тестови које су урадили на ДНК пацијената помогли су у идентификацији одговарајуће дијагнозе.
Године 2002. Виткоп и други научници су прегледали пацијенте рођене са белом косом, неким црним праменовима и депигментисаном кожом; дијагностиковао им је да имају синдром глувоће албинизма црне браве (БАДС). Они који су блиско сарађивали са овим случајем сугерисали су да је у питању аутоимуни поремећај, а не генетски дефект. Међутим, убрзо након тога добили су пацијента који је био једно од четрнаесторо деце курдских родитеља. Педигре који су испитали открио је аутономно-рецесивно наслеђе које је довело до миграције ћелија неуроцита у цревима и стога су редефинисали синдром као АБЦД синдром. Ово је открило "хомозиготну бесмислену мутацију у гену ЕДНРБ" што значи да АБЦД синдром није био посебан ентитет, већ исти као Шах-Варденбургов синдром.

## Узроци
Истраживачи су у последњих 20 година утврдили да је мутација гена, посебно хомозиготна мутација у ЕДНРБ гену, узрок АБЦД синдрома. Напредак технологије довео је до нових метода тестирања ДНК материјала и ово откриће је потпуно променило поглед на АБЦД синдром. Хомозиготна мутација значи да је постојала идентична мутација и на генима мајке и оца. У клиничком извештају за идентификацију наводи се да је тест урађен скенирањем курдске породице у потрази за мутацијама у гену ЕДНРБ и гену ЕДН3 коришћењем теста који се зове електрофореза денатурирајућег градијентног гела. Тест електрофорезе користи предности електричних струја и разлика у тачкама топљења фрагмената ДНК или РНК да би их померио на основу њихове молекуларне тежине; разлике у покретљивости фрагмената тада се могу анализирати да би се одредиле различите секвенце и открили појединачни алели. Различити нуклеотиди у ДНК су кодови за одређене протеине, који се формирају различитим обрасцима базних парова аденина, тимина, гванина и цитозина. Комбинација аденина и тимина и гванина и цитозина поравнавају се на двоструким ланцима ДНК. Резултати теста су открили „аберантни ДГГЕ образац ексона 3 ЕДНРБ гена. Утврђено је да је мутација хомозиготна транзиција пара база Ц у Т на нивоу аминокиселина, што је изазвало прерано заустављање транслације гена.“ Ово специјализовано тестирање омогућава генетичарима да препознају мутацију гена која је узрок АБЦД синдрома.
Нова открића су увела значајан прекид у веровањима о АБЦД синдрому јер је ген за ендотелин Б ген укључен у Шах-Варденбургов синдром. Ендотелински рецептор Б производи Варденбургов синдром типа ИВ. Откривање да је исти ген укључен и у АБЦД и у Варденбургов синдром било је важно јер су истраживачи могли даље да траже начине да поправе овај кључни ген.

## Дијагноза
Појава ВС је пријављена као једна од 45.000 у Европи. Дијагноза се може поставити пренатално ултразвуком због фенотипа који показује пигментне поремећаје, абнормалности лица и друге развојне недостатке. Након рођења, дијагноза се у почетку поставља симптоматски и може се потврдити генетским тестирањем. Ако се дијагноза не постави довољно рано, могу настати компликације од Хирсцхспрунгове болести.

## Проверавање
Проверавање се генерално одвија само међу онима који показују неколико симптома АБЦД, али студија на великој групи институционализованих глувих особа у Колумбији открила је да су 5,38% њих били пацијенти из Варденбурга. Због своје реткости, ниједном од пацијената није дијагностикован АБЦД (Ваарденбург тип ИВ).

## Третман
Ако се Хирсцхспрунгова болест лечи на време, пацијенти са АБЦД живе иначе здравим животом. Ако се не пронађе довољно брзо, смрт се често јавља у детињству. Могу постојати проблеми са варењем због колостоме и поновног везивања, али већина случајева се може лечити лаксативима. Губитак слуха, који је обично дегенеративан, може се лечити само операцијом или слушним помагалима. Међутим, ако се губитак слуха не лечи, можда неће смањити квалитет живота.